# ドデスカ! (土曜日)
『ドデスカ!』は、名古屋テレビ放送（メ〜テレ）で2011年3月28日から2016年4月2日まで放送され、2024年4月6日から放送されている、土曜日朝の東海3県向けローカルニュース・情報番組。

## 概要
メ〜テレでは2006年から朝の情報番組を土曜日も放送するようになった。
2011年3月に平日のどですか!がドデスカ!へ変更することに伴い、当番組も「ドデスカ!」として放送を始めた。
2016年にデルサタ放送開始のため一旦本番組が終了。
2021年4月の改編で『デルサタ』が終了するのに伴い、『ドデスカ!ドようびデス。』のタイトルでドデスカ!の土曜日の放送が5年ぶりに復活した。ドデスカ！スポーツ担当の濱田隼とアップ！金曜MC担当の島津早苗が番組MCに就任した。
2024年4月以降、平日と同じ「ドデスカ!」のタイトルで放送している。

## 番組史

### 2011年
- 番組名をドデスカ!としての土曜日版がスタート

### 2016年
- 4月2日 - デルサタの放送開始に伴い、番組が一旦終了。

### 2021年
- 4月3日 - ドデスカ!ドようびデス。として土曜日版ドデスカ!が再スタート。メインMCは当時、平日スポーツ、『サンデーLIVE!!』担当の濱田隼、サブMCは『アップ!』サブキャスターの島津咲苗、らしいの真相は平日スポーツ担当の島貫凌、天気は『アップ!』16時台天気担当の冨永、中継は平日ドデスぺ！リポーターの西尾菜々美が担当する。

### 2022年
- 3月25日 - 島津が『ドデスカ!』サブキャスター就任にともない番組卒業。
- 4月2日 - 島津が本番組卒業に伴い、新サブMCに前なないろ天気担当の西尾菜々美が就任した。

### 2023年
- 9月29日 - 濱田・西尾が『ドデスカ!+』新MC就任にともない、番組卒業。
- 10月7日 - 濱田・西尾が本番組卒業にともない、番組をリニューアルした。新MCには番組開始からコーナー担当だった島貫凌（平日はスポーツ担当）と、当時平日サブMC&エンタメ担当の南雲穂波が就任した。らしいの真相は島貫の後任に新人の松崎杏香が担当する。わがマチ撮レジャーは10月7日のみ小松﨑と新人の尾形杏奈が担当し、翌週以降は尾形が単独での担当となった。これにより、小松崎は一旦レギュラー出演ではなくなったが、MC陣休演の時は代打で出演していた。[2]
- 12月23日 - わが町撮レジャーが当番組での最後の放送となった。2024年1月以降は水曜に移動し、『ドデスカ!』水曜特集として放送している。[3]これにより、事実上尾形はレギュラー出演ではなくなったが、不定期でらしいの真相のリポーターを担当している。[4]

### 2024年
- 3月16日 - 番組開始から3年間ゲストとして出演した河村花が番組を卒業した。また、卒業企画で濱田が約5ヶ月ぶりに番組出演した。（VTRであるが）
- 3月30日 - 南雲穂波がメーテレ卒業に伴い、番組卒業。後述の事情で、小松崎が代打出演したため、直接土曜日のドデスカ!のメインMCを引き継ぐこととなった。また、この回をもってドデスカ!ドようびデス。としての最後の放送となった。4月以降は、平日と同じドデスカ!の名称で番組を継続する。
- 4月6日 - 番組パワーアップ。南雲の後任として小松崎が番組に復帰、MCを担当する。そのほかの出演者は変更なし。
- 10月 - 秋改編でパワーアップ。コメンテーターは新たに岡本あずさ、永田レイナ、熊崎晴香が新たに加入した。その他は変更なし。

### 2025年
- 3月29日-ドようびデス。時代から出演していた、気象予報士の冨永が番組卒業。
- 4月5日-春改編でパワーアップ。冨永の後任として畑山弥保が加入。

## 番組リニューアル
2024年4月1日よりリニューアルが行われた。番組名を平日と同じドデスカ!に、ロゴはイメージカラーであるピンクの色合いが変更となった。また、平日『ドデスカ!』と同様に、スタジオセット・番組テーマソングも変更され、後者は緑黄色社会の「陽はまた昇るから」に変更された。また、南雲がメーテレ退社のため、メインMCに小松崎が加入し、続役で、サブMCに島貫、らしいの真相は松崎、お天気は冨永、中継は安藤が担当する。

## ドデスカ!ファミリー (出演者)
平日ドデスカ!と同じように当番組でも出演者のことをドデスカ!ファミリーと呼ぶ。

### MC
- 小松崎花菜（2021年4月3日 - 2023年10月7日、2024年4月6日 - ）
  - はなちゃんが行く！東海3県125市町村わがマチ撮レジャー（2021年4月3日 - 2023年10月7日）
  - メインMC（2024年4月6日 - ）

- 島貫凌（2021年4月3日 - ）
  - らしいの真相（2021年4月3日 - 2023年9月30日）
  - サブMC（2023年10月7日 - )

### お天気
- 畑山弥保（2025年4月5日-）

### リポーター
- 安藤渚七（2022年4月2日 - ）※2024年度から不定期担当

### ゲスト→コメンテーター
- 鈴木明子（元女子フィギアスケーター・愛知県豊橋市出身）
  - 2020年10月 - 2022年3月 隔週火曜コメンテーター
  - 2022年4月 - 2024年3月 隔週水曜コメンテーター
  - 2024年4月 - 、土曜コメンテーター
- 岡本あずさ（2024年10月19日 - ）
- 永田レイナ（2024年10月5日 - ）
- 熊崎晴香（2024年10月12日 - ）

### コーナー担当

#### ソレって？！（旧レコメンドデスカ）
- 白井奈津◎
- お笑い芸人のゲストが来る。詳細は公式HPを参照。

#### らしいの真相
- 松崎杏香○☆（2023年10月7日 - ）
- 堂野浩久○（2021年4月3日 - ）

## 過去の出演者
| 期間/担当  | 期間/担当  | メインMC   | サブMC          | ゲスト   | 天気              | わがマチ撮レジャー   | らしいの真相 | リポーター          |
| ---------- | ---------- | ---------- | --------------- | -------- | ----------------- | -------------------- | ------------ | ------------------- |
| 2021.4.3   | 2022.3.26  | 濱田隼     | 島津咲苗        | 河村花   | 西尾菜々美 冨永幸 | 小松﨑花菜           | 島貫凌       | 堂野浩久            |
| 2022.4.2   | 2022.12.24 | 濱田隼     | 西尾菜々美      | 河村花   | 冨永幸 安藤渚七   | 小松﨑花菜           | 島貫凌       | 堂野浩久            |
| 2023.1.8   | 2023.9.30  | 濱田隼     | 西尾菜々美      | 河村花   | 冨永幸 安藤渚七   | 小松﨑花菜           | 島貫凌       | 堂野浩久 石井祐里枝 |
| 2023.10.7  | 2023.10.7  | 南雲穂波   | 島貫凌          | 河村花   | 冨永幸 安藤渚七   | 小松﨑花菜 尾形杏奈  | 松崎杏香     | 堂野浩久 石井祐里枝 |
| 2023.10.14 | 2023.12.23 | 南雲穂波   | 島貫凌          | 河村花   | 冨永幸 安藤渚七   | 尾形杏奈             | 松崎杏香     | 堂野浩久 石井祐里枝 |
| 2024.1.13  | 2024.3.16  | 南雲穂波   | 島貫凌          | 河村花   | 冨永幸 安藤渚七   | 放送日変更のため終了 | 松崎杏香     | 堂野浩久 石井祐里枝 |
| 2024.3.23  | 2024.3.30  | 南雲穂波   | 島貫凌          | 週替わり | 冨永幸 安藤渚七   | 放送日変更のため終了 | 松崎杏香     | 堂野浩久 石井祐里枝 |
| 2024.4.6   | 2025.3.29  | 小松崎花菜 | 島貫凌          | 週替わり | 冨永幸 安藤渚七   | 放送日変更のため終了 | 松崎杏香     | 堂野浩久            |
| 2025.4.5   | 現在       | 小松崎花菜 | 島貫凌 松崎杏香 | 週替わり | 畑山弥保          | 放送日変更のため終了 | 木岡真理奈   | 堂野浩久            |

### メ～テレアナウンサー・気象予報士

#### 2015年までの出演者
- 村瀬寛美-2012年までメインキャスター
- 倉橋友和☆ - スポーツ担当。2012年4月 - 2016年4月まで 土曜 メインキャスター
- 金沢歩○(当時) - 2014年4月から2016年4月までメインキャスター
- 神取恭子○(当時) - 2012年９月 エンタメキャスター、

#### 「ドようびデス。」以降
- 島津早苗（2021年4月3日 - 2022年3月26日）サブMC ドデスカ!サブMC就任のため卒業。
- 濱田隼（2021年4月3日 - 2023年9月30日）メインMC ドデスカ!+メインMC就任のため卒業。
- 西尾菜々美（2021年4月3日 - 2023年9月30日）中継→サブMC ドデスカ!+サブMC就任のため卒業。
- 尾形杏奈（2023年10月7日 - 12月23日）125市町村わがマチ撮レジャー コーナー引っ越しのため卒業。
- 南雲穂波○（2023年10月7日 - 2024年3月30日）メインMC メーテレ退社のため卒業。
- 冨永幸（2021年4月2日 - 2025年3月29日）気象予報士　メーテレの予報士を退くため卒業。

### ゲスト
- 白石克孝 - 龍谷大学法学部教授。（-2011年3月）
- 中西哲生 - (-2016年3月)
- フィフィ - 同上
- 白石克孝（龍谷大学 法学部教授） - 同上
- 金子達仁（スポーツライター） - 同上
- 若山滋（中京大学 客員教授） - 同上
- 今中慎二 - 土曜日のスポーツ、2011年12月まで
- 井上一樹 - 土曜日のスポーツ、2014年4月から
- 六郷孝也（朝日新聞名古屋本社編集局 編集委員） - 2014年4月から2016年4月まで
- 篠田恵里香（アディーレ法律事務所） - 2016年4月まで土曜日

- 内田俊宏（三菱UFJリサーチ&コンサルティング エコノミスト） - 同上
- 川鰭市郎（長良医療センター 産科医） - 同上
- 伊藤聡子 - 2015年4月から2016年4月2日まで
- 赤井勝 - 2015年4月から2016年4月まで

- 河村花（2021年4月3日 - 2024年3月16日）
- 山崎怜奈（2024年7月20日 - 9月7日）
- てぃ先生（保育士）（2024年4月 - 9月）
- 石山アンジュ（社会活動家）（2024年4月 - 9月）

### 現在別の番組に出演しているゲスト

#### ドデスカ!出演中
- 辻愛沙子（2023年4月 - 2024年9月）

| 放送日   | 放送日    | 放送日     | コメンテーター |
| 放送日   | 放送日    | 放送日     | 土曜           |
| -------- | --------- | ---------- | -------------- |
| 2024年度 | 4月       | 6日        | てぃ先生       |
| 2024年度 | 4月       | 14日       | 辻愛沙子       |
| 2024年度 | 4月       | 20日       | 鈴木明子       |
| 2024年度 | 4月       | 27日       | てぃ先生       |
| 2024年度 | 5月       | 5日        | てぃ先生       |
| 2024年度 | 5月       | 11日       | 鈴木明子       |
| 2024年度 | 5月       | 18日       | てぃ先生       |
| 2024年度 | 5月       | 25日       | 石山アンジュ   |
| 2024年度 | 6月       | 1日        | てぃ先生       |
| 2024年度 | 6月       | 8日        | てぃ先生       |
| 2024年度 | 6月       | 15日       | 山崎怜奈       |
| 2024年度 | 6月       | 22日       | 鈴木明子       |
| 2024年度 | 6月       | 29日       | 山根佐由里     |
| 2024年度 | 7月       | 6日        | 鈴木明子       |
| 2024年度 | 7月       | 13日       | てぃ先生       |
| 2024年度 | 7月       | 20日       | 山崎怜奈       |
| 2024年度 | 7月       | 27日       | 市川華菜       |
| 2024年度 | 8月       | 3日        | てぃ先生       |
| 2024年度 | 8月       | 10日       | 石山アンジュ   |
| 2024年度 | 8月       | 17日       | 鈴木明子       |
| 2024年度 | 8月       | 24日       | てぃ先生       |
| 2024年度 | 8月       | 31日       | (不在)         |
| 2024年度 | 9月       | 7日        | 山崎怜奈       |
| 2024年度 | 9月       | 14日       | てぃ先生       |
| 2024年度 | 9月       | 21日       | 鈴木明子       |
| 2024年度 | 9月       | 28日       | 石山アンジュ   |
| 2024年度 | 10月      | 5日        | 永田レイナ     |
| 2024年度 | 10月      | 12日       | 熊崎晴香       |
| 2024年度 | 10月      | 19日       | 岡本あずさ     |
| 2024年度 | 10月      | 26日       | 鈴木明子       |
| 2024年度 | 11月      | 2日        | 永田レイナ     |
| 2024年度 | 11月      | 9日        | 熊崎晴香       |
| 2024年度 | 11月      | 16日       | 鈴木明子       |
| 2024年度 | 11月      | 23日       | 岡本あずさ     |
| 2024年度 | 11月      | 30日       | 永田レイナ     |
| 2024年度 | 12月      | 7日        | 鈴木明子       |
| 2024年度 | 12月      | 14日       | 熊崎晴香       |
| 2024年度 | 12月      | 21日       | 岡本あずさ     |
| 2024年度 | 12月      | 28日       | （放送休止）   |
| 2024年度 | 2025年1月 | 4日        | （放送休止）   |
| 2024年度 | 2025年1月 | 11日       | 熊崎晴香       |
| 2024年度 | 2025年1月 | 18日       | 永田レイナ     |
| 2024年度 | 2025年1月 | 25日       | 岡本あずさ     |
| 2024年度 | 2025年2月 |            |                |
| 2024年度 | 1日       | 熊崎晴香   |                |
| 2024年度 | 8日       | 永田レイナ |                |
| 2024年度 | 15日      | 岡本あずさ |                |
| 2024年度 | 22日      | 鈴木明子   |                |
| 2024年度 | 3月       | 1日        | 岡本あずさ     |
| 2024年度 | 3月       | 8日        | 永田レイナ     |
| 2024年度 | 3月       | 15日       | 鈴木明子       |
| 2024年度 | 3月       | 23日       | 永田レイナ     |
| 2024年度 | 3月       | 30日       | 熊崎晴香       |

| 放送日   | 放送日 | 放送日 | コメンテーター |
| 放送日   | 放送日 | 放送日 | 土曜           |
| -------- | ------ | ------ | -------------- |
| 2025年度 | 4月    | 5日    | 岡本あずさ     |
| 2025年度 | 4月    | 12日   | 鈴木明子       |
| 2025年度 | 4月    | 19日   | 永田レイナ     |
| 2025年度 | 4月    | 26日   | 熊崎晴香       |
| 2025年度 | 5月    | 3日    | 岡本あずさ     |
| 2025年度 | 5月    | 10日   | 鈴木明子       |
| 2025年度 | 5月    | 17日   | 熊崎晴香       |
| 2025年度 | 5月    | 24日   | 永田レイナ     |
| 2025年度 | 5月    | 31日   | 岡本あずさ     |
| 2025年度 | 6月    | 7日    | 熊崎晴香       |
| 2025年度 | 6月    | 14日   | 鈴木明子       |
| 2025年度 | 6月    | 21日   | 永田レイナ     |
| 2025年度 | 6月    | 28日   | 岡本あずさ     |
| 2025年度 | 7月    | 5日    | 熊崎晴香       |
| 2025年度 | 7月    | 12日   | 岡本あずさ     |
| 2025年度 | 7月    | 19日   | 鈴木明子       |
| 2025年度 | 7月    | 26日   | 永田レイナ     |
| 2025年度 | 8月    | 1日    | 岡本あずさ     |
| 2025年度 | 8月    | 8日    | 熊崎晴香       |
| 2025年度 | 8月    | 15日   | 鈴木明子       |
| 2025年度 | 8月    | 22日   |                |
| 2025年度 | 8月    | 29日   |                |

## 代打
ここに表記するのは、2024年1月下旬以降のもの。
2024年1月27日 - 島貫が体調不良のため休演。担当を一部変更。
| メインMC   |
| ---------- |
| 南雲穂波   |
| サブMC     |
| 小松崎花菜 |
| ニュース   |
| 松崎杏香   |

2024年3月30日 - 島貫が体調不良のため休演。担当を一部変更
| メインMC     |
| ------------ |
| 南雲穂波     |
| サブMC       |
| 小松崎花菜   |
| らしいの真相 |
| 松崎杏香     |

2024年8月31日-島貫が夏休みのため休演。尚、台風10号のニュースを放送したため、らしいの真相の放送は休止した。
| メインMC   |
| ---------- |
| 小松崎花菜 |
| サブMC     |
| 松崎杏香   |
| お天気     |
| 冨永幸     |

2024年9月20日-松崎が夏休みのため休演。担当を一部変更。
| メインMC     |
| ------------ |
| 小松崎花菜   |
| サブMC       |
| 島貫陵       |
| らしいの真相 |
| 大財英寿     |

2024年11月2日-小松崎が遅めの夏休みにより休演。担当を一部変更。
| メインMC |
| -------- |
| 島貫陵   |
| サブMC   |
| 松崎杏香 |
| 中継     |
| （不在） |
| お天気   |
| 冨永幸   |

2025年2月1日-島貫がドラゴンズ沖縄キャンプの取材のため、担当を一部変更。
| メインMC     |
| ------------ |
| 小松崎花菜   |
| サブMC       |
| 松崎杏香     |
| 中継         |
| 島貫凌       |
| らしいの真相 |
| 間違い探し   |
| 大財英寿     |
| お天気       |
| 冨永幸       |

2025年2月8日-大雪情報を伝えるため、担当を一部変更。
| メインMC     |
| ------------ |
| 小松崎花菜   |
| サブMC       |
| 島貫凌       |
| 中継         |
| 松崎杏香     |
| 堂野裕久     |
| らしいの真相 |
| 間違い探し   |
| 休止         |
| お天気       |
| 冨永幸       |

2025年2月15日-島貫が冬休みのため休演。担当を一部変更。
| メインMC     |
| ------------ |
| 小松崎花菜   |
| サブMC       |
| 松崎杏香     |
| らしいの真相 |
| 大財英寿     |

2025年2月22日-小松崎が冬休みにより休演。担当を一部変更。
| メインMC     |
| ------------ |
| 島貫凌       |
| サブMC       |
| 松崎杏香     |
| らしいの真相 |
| 大財英寿     |
| お天気       |
| 冨永幸       |

2025年8月2日-小松崎が冬休みにより休演。担当を一部変更。
| メインMC     |
| ------------ |
| 島貫凌       |
| サブMC       |
| 松崎杏香     |
| らしいの真相 |
| 木岡真理奈   |
| お天気       |
| 畑山弥保     |

## 現在のコーナー

### 小松﨑花菜のはな紹介
小松﨑花菜が名前に書けた”はな”の話をするコーナー。

### ウルフィの星座占い
12星座の占いを伝える。監修はLove Me Do。平日はウルフィによるサイコロを振って一番応援する星座を決めるが、土曜日はCGで進行し、松崎がナレーションする。

### らしいの真相
担当は松崎杏香。知って得する情報の真相を探る。最新の映画情報やスポット、グッズなども紹介する。

### ソレって⁉
担当は白井奈津とM-1ファイナリストなどの人気芸人。「レコメンドデスカ！」のリニューアル版。

### ウルフィの間違い探し
担当は島貫陵。平日ドデスカ！と同様のコーナー。平日よりも難易度が上がっている。

### 中継
担当は安藤渚七。不定期で、安藤が東海3県各地から中継を行う。

### きょうの逸品
担当は島貫凌。東海3県でいま話題のグルメを紹介するコーナー。スタジオでの試食がある。中継がある時は休止する。

## 過去のコーナー

### 2021年以降
- 島津早苗の小話

　担当は島津。豆知識を紹介する。島津卒業のため終了。
- 西尾奈々美の音楽会の後の音楽会

　担当は西尾。題名のない音楽会の次が本番組のため、そう呼ばれている。西尾がピアノで何か演奏する。西尾卒業のため終了。
- 南雲穂波のパン紹介

　担当は南雲。南雲があふれるパン愛でおすすめのパンを紹介する。稀にゲストや島貫も出ていた。南雲卒業のため終了。
- わがマチ撮れジャー

　担当は小松崎（-2023年10月）、尾形。平日ドデスカ!に移動のため終了。
- なないろ天気

　担当は冨永、安藤、南雲、島貫、濱田（-2023年9月）、西尾（-2023年9月）、島津（-2022年3月）。現在のwhetherとほぼ同等のコーナー。番組リニューアルのため終了。
- レコメンドデスカ!

　現在のソレって？！とほぼ同等のコーナー。番組リニューアルのため終了。

## 番組テーマソング
全て『ドデスカ!』と共通。
| 期間         | 期間          | 歌手名         | 曲名                 | 備考 |
| ------------ | ------------- | -------------- | -------------------- | ---- |
| 2021年4月3日 | 2022年3月26日 | 足立佳奈       | 『すばらしい日』     |      |
| 2022年4月2日 | 2023年4月1日  | ソナーポケット | 『いつも一緒に』     |      |
| 2023年4月8日 | 2024年3月30日 | 緑黄色社会     | 『始まりの歌』       |      |
| 2024年4月6日 | 現在          | 緑黄色社会     | 『陽はまた昇るから』 |      |

## 特別番組
基本的に特別番組は存在しないが、10月中旬に開催されるドデ祭が土・日開催のため、天気予報や中継も東別院の情報を伝える特別版（？）となっている。
また、3月下旬に開催されるサクラベツインの中継も行う。
その他の特別番組は『ドデスカ!』を参照。

## 特別編成時の対応
- 年末年始はカレンダーの配置などによるが、概ね12月28日頃から2週間程度休止となる。この期間中は基本的に自主編成番組で穴埋めする。尚、平日ドデスカ!のように『グッド!モーニング』の臨時フルネットは行っていない。

## その他

### 2021年以降
- アップ!終了までは、ドデスカ!スポーツ担当（濱田）、アップ!サブMC（島津・西尾）のタッグでやっていたが、ドデスカ+放送開始以降、ドデスカ!サブMC（南雲→小松崎）、スポーツ担当（島貫）のタッグで番組を進行している。
- 本番組に出演していた、濱田、西尾、尾形、松崎は、ドデスカ!シリーズ全てに出演した人物である。